# 台湾総督府行政司法ニ関スル命令公布式
台湾総督府行政司法ニ関スル命令公布式（たいわんそうとくふぎょうせいしほうにかんするめいれいこうふしき、明治29年台湾総督府令第18号）は、日本統治時代の台湾において台湾総督が発する命令の形式及び公布の手続について規定した日本の台湾総督府令。明治29年（1896年）7月6日成立、公布。
本令は、台湾総督ノ発スル行政司法ニ関スル命令公布式（明治31年台湾総督府令第21号）の制定によって廃止された。

## 概要
台湾総督が発する行政及び司法に関する命令は、当分の間、台湾新報に掲載することをもって公布式とする。

## 改正
明治30年（1897年）7月13日、台湾新報への掲載のほか、台湾日報への掲載も追加された。